# Xã Walls, Quận Lonoke, Arkansas
Xã Walls (tiếng Anh: Walls Township) là một xã thuộc quận Lonoke, tiểu bang Arkansas, Hoa Kỳ. Năm 2010, dân số của xã này là 111 người.